# Spargania euphemia
Spargania euphemia là một loài bướm đêm trong họ Geometridae.